# Asheville regionális repülőtér
Az Asheville regionális repülőtér (IATA: AVL, ICAO: KAVL, FAA LID: AVL) egy C osztályú repülőtér az Interstate 40 és 26 utak közelében Fletcherben 14,5 km-re (9 mérföldre) délre Asheville városától, az Amerikai Egyesült Államokban, Észak-Karolina államban.

## Balesetek
- 1967. július 19., Piedmont Airlines 22-es járat: Egy Boeing 727-es felszállása után összeütközött egy Cessna 310-es repülőgéppel a repülőtértől délre, Hendersonville-ben, Észak-Karolina államban. A két gépen utazó 82 ember meghalt.
- 2003. március 15.: Egy Cessna 177-es repülőgép az Old Fort hegynek ütközött a felszállást követően. A balesetben meghalt a repülőgépen utazó Amanda Davis író, aki első novelláját, a Wonder When You'll Miss Me-t reklámozta.
- 2007. május 4-én egy 1977-es Cessna 182 zuhant le a repülőtér közelében, három georgiai lakost megölt a földön. Az első jelentések szerint Jay-Z rapper is a repülőgépen utazott, de ez a hír tévesnek bizonyult.

## Forgalom
Az utasforgalom az elmúlt években az alábbi módon változott:
| Utasok száma | 523 662 | 572 228 | 557 927 | 751 323 | 649 678 | 772 094 | 826 648 | 1 134 568 | 704 972 | 1 838 793 |
|              | 2004    | 2006    | 2008    | 2010    | 2012    | 2014    | 2016    | 2018      | 2020    | 2022      |

## Légitársaságok és célállomások
- Continental Express – A1-es kapu
  - ExpressJet Airlines által működtetett járatok: Houston, Newark
- Delta Connection – B3-as kapu
  - Atlantic Southeast Airlines által működtetett járatok:  Atlanta
  - Chautauqua Airlines által működtetett járatok:
  - Comair által működtetett járatok:
  - Freedom Airlines által működtetett járatok:
- Northwest Airlink – A2-es kapu